# Křivopřísežník
Křivopřísežník (v anglickém originále Oathbreaker) je třetí díl šesté řady seriálu Hra o trůny stanice HBO. Celkově se jedná o 53. díl a jeho režie se ujal Daniel Sackheim, zatímco scénář napsali David Benioff a D. B. Weiss. Ve Spojených státech měla epizoda premiéru 8. května 2016.
Hlavními postavami epizody jsou Jon Sníh, Samwell Tarly, Gilly, Bran Stark, Tříkoká vrána, Daenerys Targaryen, eunuch Varys, Tyrion Lannister, Cersei Lannister, Jaime Lannister, Nejvyšší vrabčák, Tommen, Arya Stark a Ramsay Bolton.

## Děj

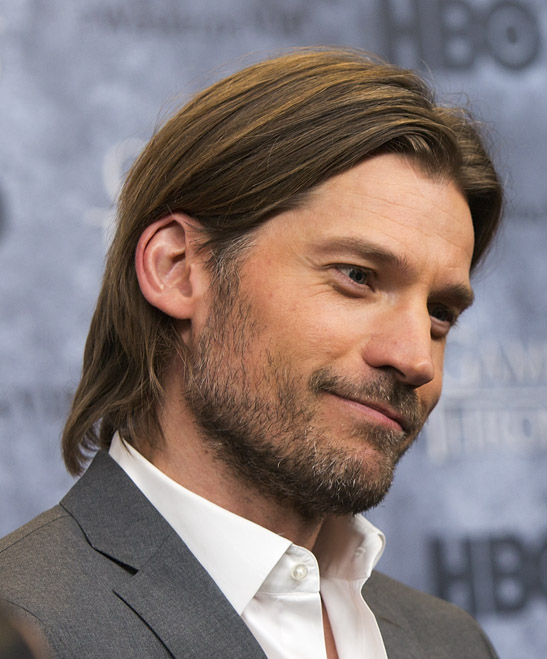
Představitel Jaimeho Lannistera: Nikolaj Coster-Waldau

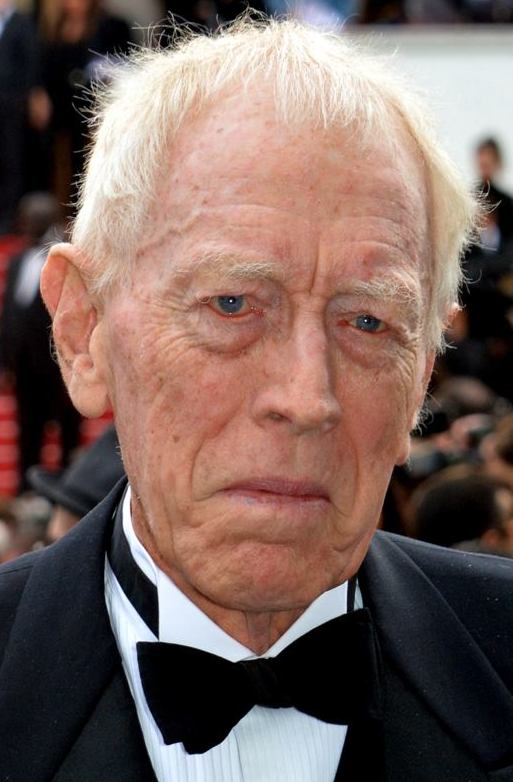
Max von Sydow, ztvárnitel Tříoké vrány, v roce 2016

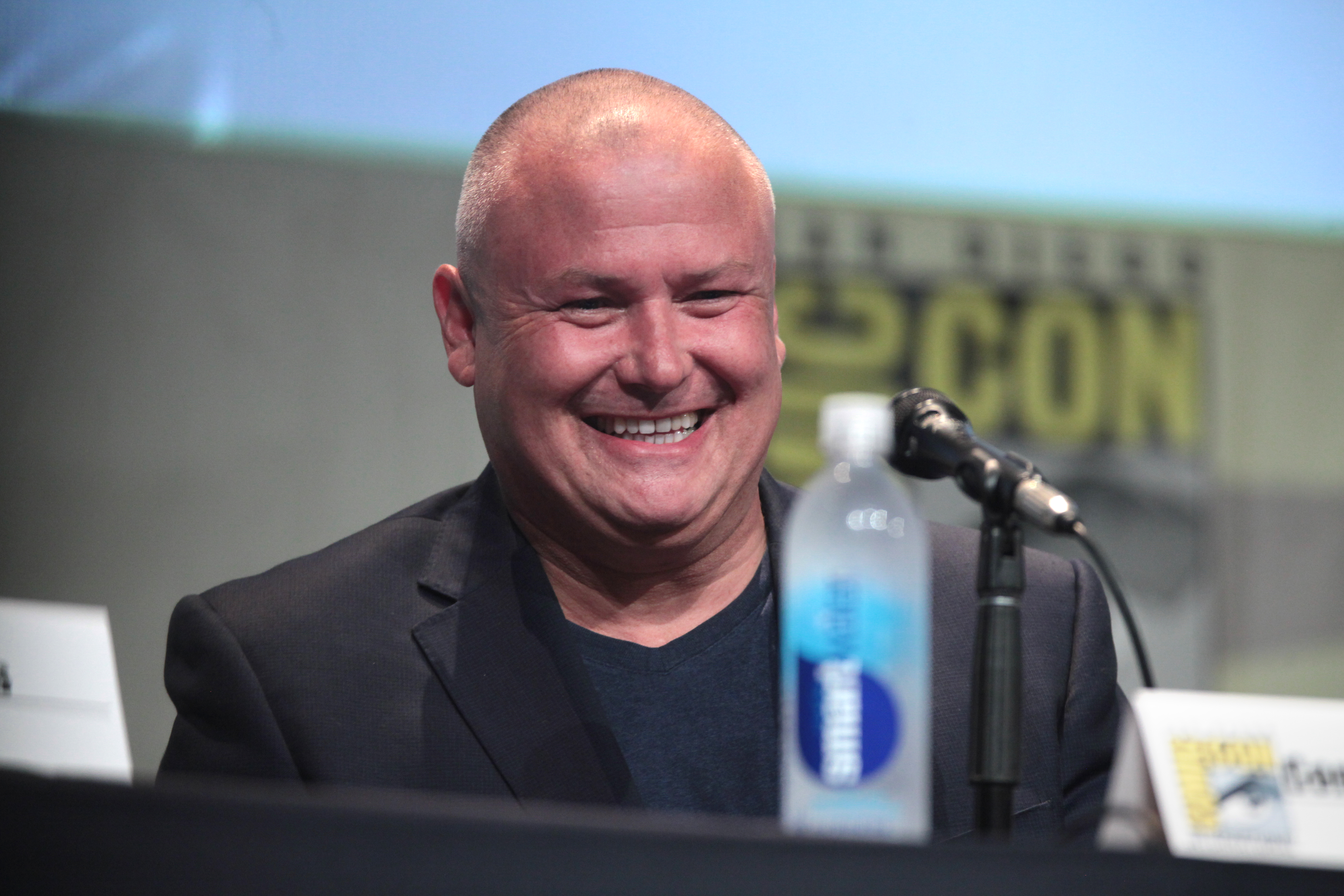
Conleth Hill, ztvárnitel Varyse

### Na Zdi
Epizoda začíná zmrtvýchvstáním Jona Sněha (Kit Harington), kterého za pomocí magie oživila Rudá kněžka Melisandra (Carice van Houtenová). Davos Mořský (Liam Cunningham) si ho všimne jako první a spěchá k němu. Když se ho pak Melisandra zeptá, co po smrti viděl, odpoví, že vůbec nic. Jon se brzy přivítá na jižní straně Zdi i se všemi Divokými, včetně Tormunda Obrozhouby (Kristofer Hivju) a Bolestínského Edda (Ben Crompton).

### Na Úzkém moři
Děj se přesouvá na loď, na které pluje Samwell Tarly (John Bradley) a Gilly (Hannah Murrayová). Sam trpí mořskou nemocí a Gilly ho utěšuje, že již brzy budou na břeh u Starého města. Sam se ale přizná, že ona s ním do Starého města nepopluje, místo toho zůstane s malým Samem na Parožnatém vrchu, sídle rodu Tarlyů.

### Za Zdí
Další scéna se odehrává na neznámém místě, jde o další Branův sen. Odehrává se ke konci Robertova povstání, kdy je již krutovládce Rhaegar mrtvý. Mladý Neddard Stark (Robert Aramayo), Howland Reed (otec Meery Reed) a další vojáci se setkávají s Arthurem Daynem, zvaným Meč jitra (Luke Roberts), a jeho společníkem serem Oswellem Whentem (Eddie Eyre). Celé setkání spěje k potyčce již od začátku, především proto, že oba dva rytíři jsou na straně Rhaegara. Nakonec skutečně propukne boj, ve kterém nakonec zemřou všichni až na Neda Starka a sera Arthura Dayna. Meč jitra má očividnou převahu nad Nedem a téměř se zdá, že ho zabije když jej zezadu zabije jeden z Nedovy skupiny vojáků. Bran (Isaac Hempstead Wright) nemůže uvěřit, že mu jeho otec lhal, když mu mnohokrát vyprávěl příběh o tom, jak Meč jitra porazil. Náhle je z hradu na pozadí slyšet ženský křik a Ned tam běží. Bran chce jít za ním, ale Tříoká vrána (Max von Sydow) mu slibuje, že se tam podívají jindy a odvádí ho odtamtud. Na poslední chvíli Bran na Neda zakřičí a ten, jakoby ho slyšel, se otočí. Ale nic nevidí a tak běží do věže. Bran se na Tříokou vránu zlobí a ptá se, kdy bude moct odejít. Tříoká vrána slibuje, že již brzy, až se vše naučí.

### Za Úzkým mořem
Mezitím jde Daenerys (Emilia Clarkeová) společně s celým khalasarem khala Mora (Joe Naufahu) do Vaes Dothrak. Daenerys se dostane do chrámu Dosh Khaleen, kde se setkává i s nejvyšší z vdov khalů (Souad Faress). Svlékají Daenerys z jejích šatů a navlékají jí oděv typický pro členky Dosh Khaleen. Hlavní z vdov říká Daenerys, že pokud khalové rozhodnout správně, pak bude moci zůstat v Dosh Khaleen, v horším případě bude zabita za to, že porušila tradice.
Eunuch Varys (Conleth Hill) si nechal přivolat Varo (Meena Rayann), ženu, která zabila několik Neohrožených a Druhých synů. Varo je odvážná a říká Varysovi, že pokud ji chce mučit, pak může začít, ale ona mu nic neprozradí. Varys místo toho odpoví, že z lidí dostává informace tím, že je dělá šťastné. Nejdříve se několikrát zmíní o jejím synovi Domovi a když jí nabídka měšec zlaťáků a místo pro ni i syna v lodi do Pentosu, neváhá a prozradí mu, že Syny Harpyje financují bohaté otrokáři z ostatních měst Zálivu otrokářů. Tyrion se mezitím snaží ukrátit si čas konverzací s Červem (Jacob Anderson) a Missandei (Nathalie Emmanuel). Brzy se ale vrací Varys a prozradí jim, co mu o Synech Harpyje Varo řekla.

### Královo Přístaviště
Qyburn (Anton Lesser) nahradil pozici Varyse v Králově přístavišti a povídá si se svými ptáčky; malými dětmi, které mu za sladkosti a peníze donášejí informace. Brzy za ním dorazí i Cersei (Lena Headey) a Jaime Lannister (Nikolaj Coster-Waldau) v čele s Horou (Hafþór Júlíus Björnsson). Cersei po Qyburnovi žádá, aby své ptáčky přesouval více na sever, do Dorne, i do Vysoké zahrady, kde mají získávat informace. Jaime s Cersei se poté přesunou na zasedání Malé rady, odkud je ale lady Ollena (Diana Rigg) vykáže. Souhlasí s ní i Kevan Lannister (Ian Gelder). Jaime a Cersei ale chtějí řešit vraždu Myrcelly a ovládnutí Dorne třemi nemanželskými dcerami bývalého krále. I přesto ale účastníci Malé rady odchází a nechtějí s Cersei mít nic společného.
Tommen (Dean-Charles Chapman) se setkává s Nejvyšším vrabčákem (Jonathan Pryce) a žádá ho o to, aby mohla jeho matka Cersei viděl Myrcellin hrob. Nejvyšší vrabčák ale odmítá a slibuje, že až Cersei plně odčiní své hříchy, postaví se před radu sedmi septonů, pak to bude možné. Snaží se Tommena přesvědčit, že víra je jedním ze dvou základních pilířů země a je nutné, aby ji respektoval.

### Braavos
V Braavosu se stále slepá Arya (Maisie Williamsová) snaží porazit dívku bez tváře Waif (Faye Marsay), to se jí ale nedaří. Snaží se s ní hrát i hru, ve které mluví o svém bývalém životě a snaží se lhát Waif bez toho, aby to poznala. Ani to se jí nedaří; Waif ji vždy odhalí. Snaží se po čichu poznávat jedy. Jaqen H'ghar (Tom Wlaschiha) ale vidí v Arye potenciál a dává jí nápoj, který ji vrací zrak.

### Zimohrad
Lord Umber (Dean S. Jagger) se setkává s Ramsayem Boltonem (Iwan Rheon) a žádá po něm, aby mu poskytl armádu, se kterou bude moci bojovat proti divokým. Ramsay přijímá, ale pouze pod podmínkou, že mu složí slib věrnosti a stane se jeho oficiálním vazalem. Umber ale nechce slib věrnosti složit a místo toho nabízí Ramsaymu cenného zajatce: Rickona Starka (Art Parkinson). Společně s ním zajal i Ošu (Natalia Tena) a zabil Chlupáče, celkem tedy třetího ze šesti zlovlků Starkových dětí. Ramsay s ironií vítá Rickona doma.

## Produkce

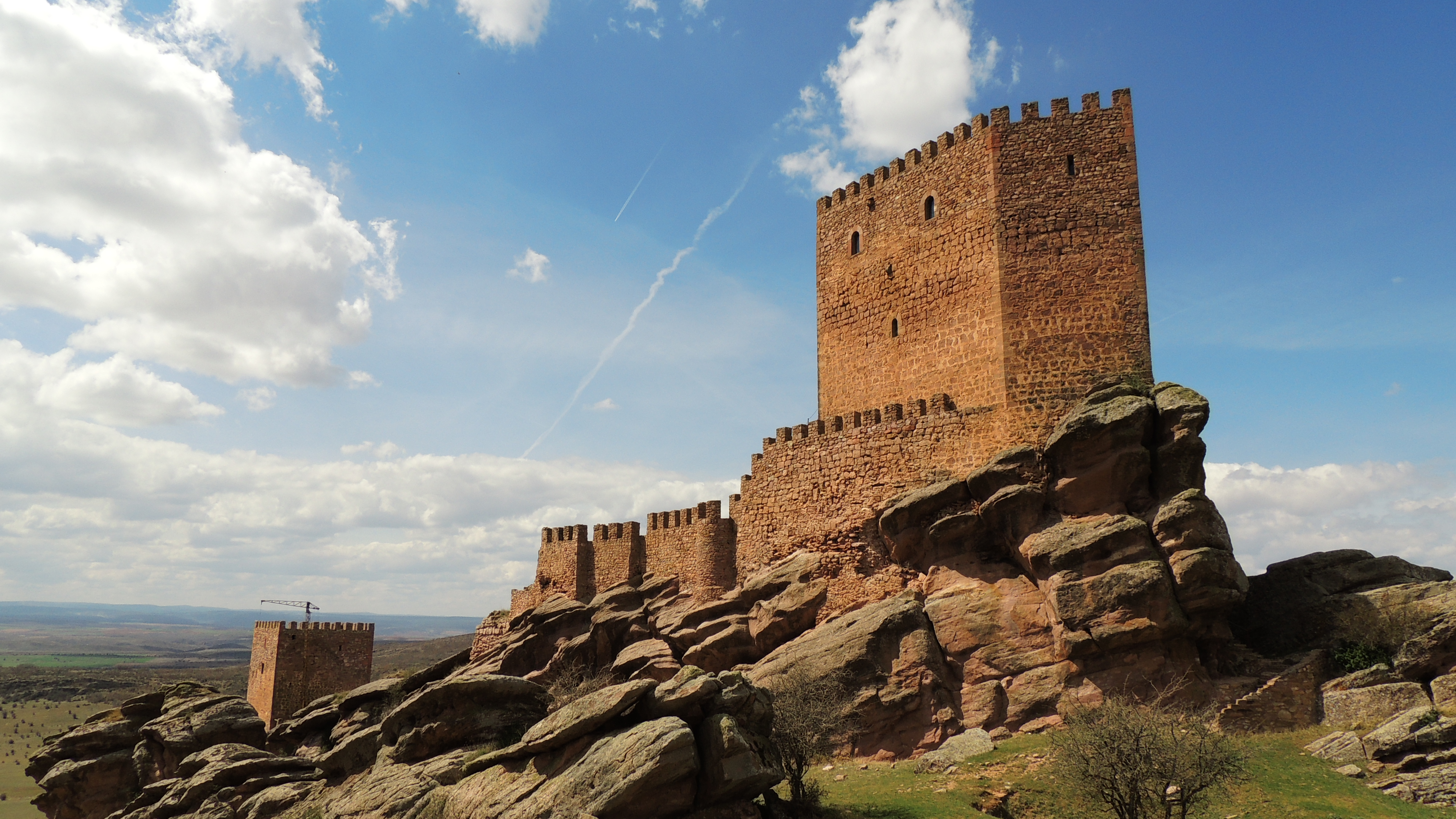
Hrad Zafra, kde se natáčely scény s mladým Eddardem Starkem

Epizodu Křivopřísežník napsali  David Benioff a D. B. Weiss režíroval ji Daniel Sackheim (který režíroval například i Knihu cizincovu). Některé prvky jsou inspirovány připravovanou knihou George R. R. Martina Vichry zimy. Scény na Úzkém moři, kde jsou hlavními hrdiny Samwell Tarly a Fialka (Gilly) jsou inspirovány kapitolami z knih Tanec s draky a Hostina pro vrány. V seriálu se po velmi dlouhé době objevili i dvě postavy – Rickon Stark (Art Parkinson) a Oša (Natalia Tena). Oba ztvárnili stejné herci jako ve třetí sérii, kdy se ze seriálu vytratili. Po dlouhé době se ukázal i Owen Teale jako ser Alliser Thorne.
U hradu Joy ztvárnil mladého Eddarda Starka Robert Aramayo, který v rozhovoru pro Access Hollywood řekl, že pro něj bylo ctí si v seriálu zahrát a také, že je velkým fanouškem Hry o trůny. Samotné scény u hradu Joy se natáčely na Španělsku u hradu Zafra. Při tomto natáčení se nedaleko placu dostal fanoušek seriálu a natáčel část souboje mezi Eddardem Starkem a Mečem Jitra.
Epizodu zhlédlo přes 7,28 milionů Američanů, což je o něco méně, než u předchozí epizody, kterou sledovalo 7,29 milionů lidí. Naopak ve Spojeném království epizodu vidělo pouze 2,797 milionů lidí. Samotný díl získal dobré hodnocení, fanoušci i kritici chválili především scény u věže Joy.